# Lovastatina

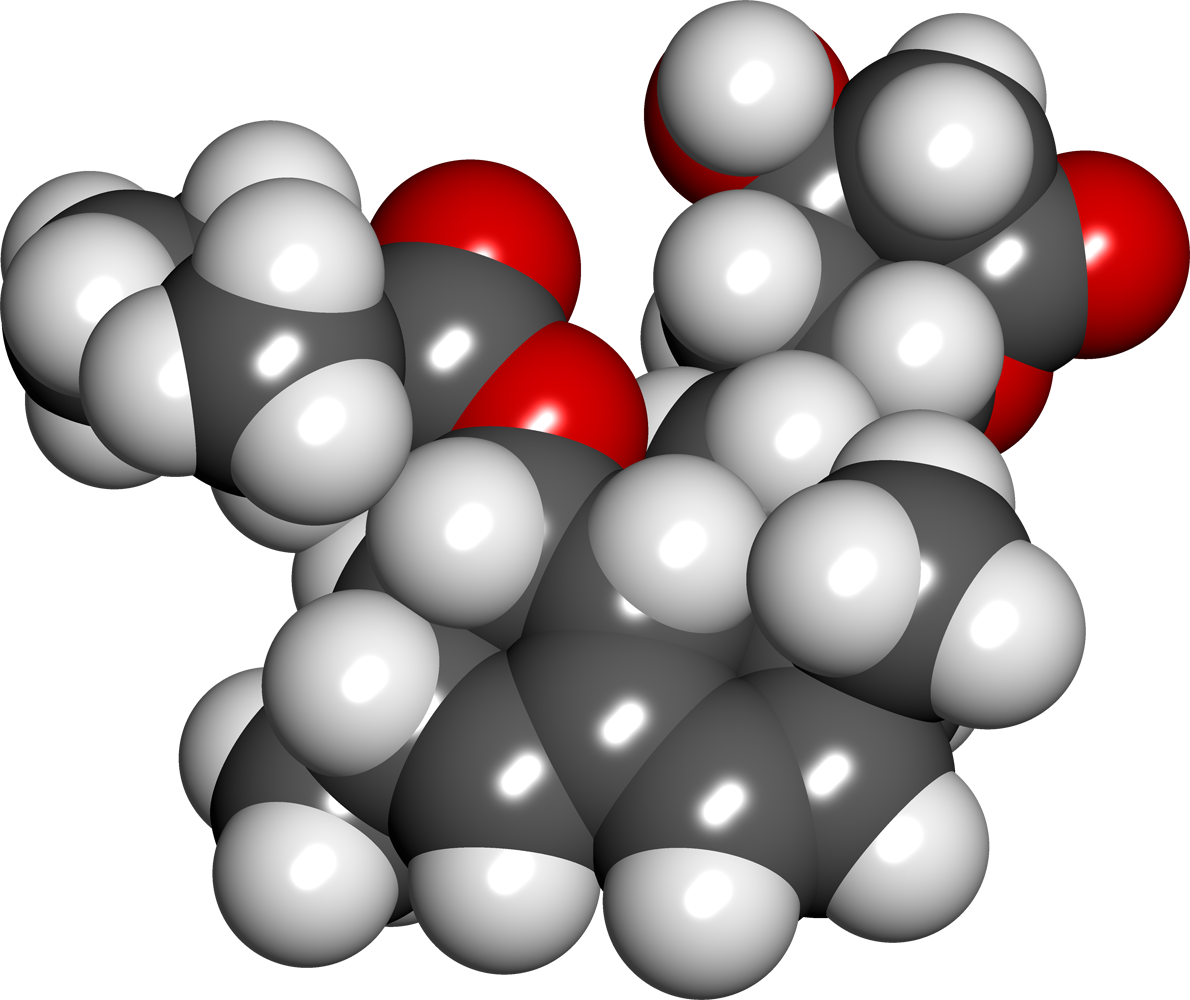
La molecola di lovastatina secondo le sfere di Van de Waals

Lovastatina  è un composto, un derivato sintetico di un prodotto di fermentazione di Aspergillus terreus, appartenente alla famiglia delle statine, che viene utilizzato in associazione alla dieta, all'esercizio fisico e alla ricerca della perdita di peso per ridurre l'ipercolesterolemia, trattare le condizioni associate e prevenire la malattia cardiovascolare. La molecola appare come una polvere bianca, cristallina, insolubile in acqua e parzialmente solubile in etanolo e metanolo. Lovastatina è una sostanza naturale che si trova in alcuni alimenti come nel fungo ostrica (Pleurotus ostreatus conosciuto anche come orecchione), e nel riso rosso fermentato (che acquisisce il colore grazie all'azione della muffa Monascus purpureus). In Italia il farmaco è venduto dalla società farmaceutica Recordati con il nome commerciale Rextat nella formulazione di compresse da 10, 20 e 40 mg.

## Storia
Compactina (mevastatina) e lovastatina, prodotti naturali con un potente effetto inibitorio sulla HMG-CoA reduttasi, sono stati scoperti nel 1970, e presto sviluppati come potenziali farmaci per abbassare il colesterolo LDL.
Nel 1982 vennero intrapresi alcuni studi clinici sulla lovastatina, un prodotto naturale, un derivato polichetide isolato da Aspergillus terreus, in pazienti ad altissimo rischio. Questi studi coinvolsero un numero molto limitato di pazienti ma misero in evidenza una notevole riduzione del colesterolo LDL, con pochissimi effetti collaterali.
Dopo ulteriori studi sperimentali su animali, inerenti al profilo di sicurezza del farmaco, la lovastatina non mostrò la tossicità che si pensava condividesse con mevastatina (compactina), pertanto gli studi clinici continuarono.
Sperimentazioni su larga scala hanno confermato e ribadito l'efficacia di lovastatina. La tollerabilità osservata ha continuato a essere eccellente, e la lovastatina è stato approvata dalla Food and Drug Administration degli Stati Uniti nel 1987.
La lovastatina alla dose massima raccomandata di 80 mg al giorno è stata in grado di produrre una riduzione media del colesterolo LDL del 40%, una riduzione molto maggiore di quanto poteva essere ottenuto con qualsiasi altro trattamento del tempo.
Il farmaco inoltre produceva pochissimi effetti collaterali e risultava molto semplice nella sua assunzione ai pazienti. Questi aspetti lo resero rapidamente popolare e accettato sia dai medici sia dai pazienti.
La ricerca scientifica ha messo in evidenza che la lovastatina è anche prodotta naturalmente da alcuni funghi superiori, come ad esempio Pleurotus ostreatus (fungo ostrica) e da altri funghi appartenenti a Pleurotus spp.
Gli studi effettuati sugli effetti del fungo ostrica e dei suoi estratti sui livelli di colesterolo negli animali da laboratorio è stata piuttosto ampia, anche se un reale effetto è stato dimostrato in un numero molto limitato di soggetti umani.

## Farmacodinamica
La lovastatina fa parte della famiglia delle statine (o vastatine), e come queste ha un'azione di inibizione selettiva e competitiva dell'enzima HMG-CoA reduttasi (3-idrossi-3-metiglutaril coenzima A reduttasi). Questo enzima è deputato alla conversione di 3-idrossi-3-metilglutaril coenzima A in mevalonato. Questa conversione è una reazione precoce e limitante la biosintesi del colesterolo di cui il mevalonato è un precursore fondamentale.
Il principale organo bersaglio su cui agisce la lovastatina per ridurre le concentrazioni di colesterolo è il fegato.
Il colesterolo–LDL, come documentato in molti studi clinici, è coinvolto nella aterogenesi. Studi epidemiologici hanno chiarito che concentrazioni elevate di colesterolo–LDL e basse di colesterolo–HDL rappresentano fattori di rischio indipendenti per la cardiopatia coronarica.
Le lipoproteine a bassa densità (LDL) si formano a partire dalle VLDL e sono catabolizzate in particolare dal recettore ad alta affinità per le LDL.
Il farmaco provoca un aumento del numero dei recettori per le LDL sulla superficie degli epatociti, e a questo consegue perciò un incremento della captazione e del catabolismo di queste lipoproteine. La molecola agisce inoltre inibendo la sintesi epatica delle VLDL, riducendo in sostanza il numero totale di lipoproteine appartenenti a entrambe le classi, VLDL e LDL.
Studi clinici hanno evidenziato che la lovastatina riduce le concentrazioni di colesterolo VLDL con un aumento del catabolismo del colesterolo LDL. Anche l'apolipoproteina B diminuisce in modo deciso durante il trattamento con ovastatina, mentre si assiste ad un incremento variabile del colesterolo HDL e a una riduzione dei trigliceridi plasmatici. Nel complesso queste modificazioni comportano una riduzione dei rapporti tra colesterolo totale e colesterolo HDL così come tra colesterolo LDL e colesterolo HDL.

## Farmacocinetica
Dopo somministrazione per via orale la lovastatina è discretamente assorbita dal tratto gastroenterico (studi sperimentali sugli animali hanno dimostrato che l'assorbimento di lovastatina assunta per via orale è circa il 30% rispetto alla via intravenosa). Nell'organismo umano il farmaco subisce un estensivo processo di estrazione primaria da parte della ghiandola epatica. Va ricordato che la molecola è un lattone inattivo la cui idrolisi, che ha luogo principalmente nel fegato, comporta la trasformazione nella corrispondente forma β–idrossiacido (β–idrossi–lovastatina), un inibitore estremamente potente della HMG-CoA reduttasi.
L'entità dell'estrazione epatica dipende dal flusso ematico a livello del fegato. In ogni caso mediamente la biodisponibilità del derivato beta-idrossiacido nella circolazione sistemica dopo assunzione orale è risultata bassa e inferiore al 5% della dose somministrata.
La concentrazione plasmatica massima (Cmax) degli inibitori attivi viene raggiunta dopo circa 1-5 ore (Tmax) dalla somministrazione (i parametri farmacocinetici sono molto variabili, anche a seconda del dosaggio utilizzato).
La lovastatina raggiunge elevate concentrazioni nel fegato e a questo livello subisce una marcata metabolizzazione (per opera del citocromo P450 isoenzima CYP3A4) per effetto di primo passaggio. I metaboliti sono successivamente escreti per via biliare.
Il legame con le proteine plasmatiche di lovastatina e del β–idrossiacido è superiore al 95%.
Studi sperimentali con farmaco radiomarcato hanno evidenziato che dopo una singola dose orale la lovastatina viene escreta, nel giro di 96 ore, per il 10% nelle urine e per l'83% nelle feci (la quota fecale comprende il medicinale assorbito ed escreto nella bile e quello non assorbito). La lovastatina passa la barriera ematoencefalica e placentare.

## Tossicologia
La DL50 nel topo a seguito di somministrazione orale è superiore a 20 g/kg.

## Usi clinici
La lovastatina trova utilizzo nell'adulto affetto da ipercolesterolemia primaria, ipercolesterolemia familiare eterozigote o iperlipemia mista (tipo IIa e IIb secondo la classificazione di Fredrickson) in associazione alla dieta per ridurre i livelli elevati di colesterolo totale, colesterolo LDL, apolipoproteina B e trigliceridi. Il trattamento deve essere iniziato quando la risposta alla dieta e altre misure non farmacologiche sia risultata insoddisfacente.
La lovastatina è stata anche autorizzata per la prevenzione degli eventi cardiovascolari maggiori (ad esempio infarto del miocardio) in pazienti a rischio elevato di insorgenza di un primo evento cardiovascolare (malattia aterosclerotica cardiovascolare manifesta o diabete mellito), così come terapia aggiuntiva alla correzione di altri fattori di rischio.

## Effetti collaterali e indesiderati
Gli effetti avversi che si registrano in corso di trattamento sono generalmente lievi e transitori.
| Tipi di reazioni                                                  | Comuni (>1/100, <1/10)                                                   | Non comuni (>1/1.000, <1/100)                        | Rare (>1/10.000, <1/1.000)       | Molto rare (<1/10.000)                                       | Frequenza non nota                 |
| ----------------------------------------------------------------- | ------------------------------------------------------------------------ | ---------------------------------------------------- | -------------------------------- | ------------------------------------------------------------ | ---------------------------------- |
| Patologie gastrointestinali                                       | - Dolore addominale - Stipsi - Diarrea - Dispepsia - Meteorismo - Nausea | - Secchezza delle fauci - Reflusso esofageo - Vomito | - Bruciore di stomaco            |                                                              |                                    |
| Patologie del sistema muscoloscheletrico e del tessuto connettivo | - Crampi muscolari - Mialgia                                             | - Artralgia                                          | - Miopatia - Rabdomiolisi        |                                                              |                                    |
| Patologie del sistema nervoso                                     | - Cefalea - Capogiri - Vertigini                                         | - Parestesie                                         | - Disturbi del gusto (disgeusia) |                                                              |                                    |
| Disturbi psichiatrici                                             |                                                                          | - Insonnia                                           |                                  |                                                              |                                    |
| Patologie cutanee e del tessuto sottocutaneo                      | - Rash cutaneo                                                           | - Prurito - Alopecia                                 |                                  |                                                              |                                    |
| Patologie respiratorie, toraciche e mediastiniche                 |                                                                          | - Dolore toracico                                    |                                  |                                                              | - Malattia interstiziale polmonare |
| Patologie dell'occhio                                             | - Visione alterata                                                       | - Irritazione oculare                                |                                  |                                                              |                                    |
| Patologie dell'apparato riproduttivo e della mammella             |                                                                          |                                                      |                                  | - Ginecomastia - Perdita della libido - Disfunzione sessuale |                                    |

## Controindicazioni
La lovastatina è controindicata nei soggetti con ipersensibilità nota al principio attivo oppure a uno qualsiasi degli eccipienti della formulazione farmaceutica. È anche controindicata in presenza di malattie epatiche, in persone che hanno abusato di alcol, nei soggetti con innalzamento inspiegabile delle transaminasi e nei soggetti affetti da miopatia.
Il farmaco non deve essere assunto dalle donne in gravidanza e nelle donne che allattano al seno oppure che sono in età fertile ma non ricorrono ad adeguate misure contraccettive.

## Dosi terapeutiche
La lovastatina viene assunta per via orale, in singola somministrazione, meglio se la sera e con un pasto. Nel caso di prescrizione da parte del medico di due assunzioni al giorno, il farmaco va assunto a colazione e a cena. Prima di dare inizio alla terapia il paziente deve aver già iniziato una dieta standard ipocolesterolemica, la quale deve proseguire durante il trattamento farmacologico. Adeguamenti del dosaggio possono essere fatti dopo un adeguato intervallo di tempo (in genere almeno 4 settimane).
- Ipercolesterolemia primaria e iperlipemia mista

La maggior parte dei soggetti può iniziare la terapia con 10 mg al giorno.
- Ipercolesterolemia che non risponde alla sola dieta in pazienti con cardiopatia ischemica.

Nei soggetti con cardiopatia ischemica, la dose iniziale è di 20 mg al giorno, in singola somministrazione, preferibilmente la sera durante il pasto. Per gli adeguamenti del dosaggio è necessario attendere almeno 4 settimane di terapia. Il dosaggio massimo utilizzabile è di 80 mg al giorno, in dose singola serale oppure suddiviso in due assunzioni, una al mattino a colazione e l'altra la sera a cena.

## Interazioni
- Inibitori del CYP3A4 (itraconazolo, ketoconazolo, eritromicina, claritromicina, telitromicina, inibitori delle HIV proteasi, nefazodone, ciclosporina, succo di pompelmo): queste sostanze riducono la clearance plasmatica della lovastatina e perciò ne aumentano il rischio di miopatia.
- Ipolipemizzanti (gemfibrozil, fibrati, niacina/acido nicotinico): questi farmaci sono in grado di indurre miopatia già in mono-somministrazione e il rischio è marcatamente aumentato dalla terapia di associazione con lovastatina.
- Amiodarone o verapamil: l'uso concomitante di lovastatina e questi antiaritmici determina un aumentato rischio di miopatia e/o rabdomiolisi.
- Warfarin e anticoagulanti cumarinici: la co-assunzione di lovastatina può alterare il tempo di protrombina e l'indice INR. Si devono eseguire controlli perioidici di questi valori. Una volta che il tempo di protrombina si è stabilizzato, lo schema dei controlli deve seguire quello normalmente indicato per l'anticoagulante utilizzato.
- Propranololo, digossina, ipoglicemizzanti orali: gli studi effettuati non hanno riscontrato interazioni farmacocinetiche degne di nota.

## Gravidanza e allattamento
La somministrazione di lovastatina è controindicata in donne che sono in stato di gravidanza. Nelle donne in età fertile si consiglia prima della prescrizione l'esecuzione di un test di gravidanza, quindi di associare alla terapia con lovastatina delle valide misure contraccettive.
Il farmaco riduce la sintesi di colesterolo, molecola fondamentale per la sintesi di steroidi e delle membrane cellulari, elementi essenziali per lo sviluppo fetale. Il profilo di tossicità nelle donne in gravidanza non è stato indagato sufficientemente, ma il rischio potenziale che deriva dall'inibizione dell'HMG-CoA reduttasi appare superiore ai vantaggi attesi del trattamento durante tale periodo.
Infatti l'aterosclerosi è un processo cronico e ragionevolmente l'interruzione del trattamento con statina durante la gravidanza dovrebbe avere un impatto molto limitato sul rischio a lungo termine correlato all'ipercolesterolemia primaria.
Qualora, durante il trattamento con lovastatina, venisse diagnosticata una gravidanza, la terapia con la statina deve essere immediatamente sospesa.
Non ci sono dati certi sulla possibile escrezione di lovastatina e/o dei suoi metaboliti nel latte materno umano. Poiché colesterolo e gli altri derivati della biosintesi del colesterolo, inibiti dal farmaco, sono essenziali, a fini precauzionali per non esporre a potenziale tossicità i neonati, l'allattamento al seno durante la terapia farmacologica non è raccomandato.